# Kairouan (stad)
Kairouan (Arabisch: القيروان al-Qayrawān, verwant aan "karavaan") is een stad in Tunesië, ongeveer 160 kilometer ten zuiden van de hoofdstad Tunis. In 2014 had de stad circa 187.000 inwoners. De stad was lange tijd de hoofdstad van Tunesië.
Kairouan is in 670 of 671 als garnizoensstad gesticht door de Arabische Omajjaden onder leiding van generaal Sidi Uqba ibn Nafi. Eerst werd de stad nog centraal vanuit Damascus bestuurd, maar later werd het de hoofdstad van het rijk van de Aghlabiden. Dit rijk werd gesticht door de Abbasiden-generaal Ibrahim ibn al-Aghlab. Hij moest hierbij aan de kalief Haroen ar-Rashid verklaren dat hij hem trouw zou blijven en een jaarlijkse schatting betalen. De heerschappij van de Aghlabiden duurde tot 909 toen de Fatimiden de stad veroverden. De stad werd in 1056 vernietigd door de invallende Arabische Banu Hilal stammen. Onder de Hafsiden zou de stad iets van haar glorie terugkrijgen, maar stond het in de schaduw van Tunis, de hoofdstad van de Hafsiden.
De stad is een heilige stad voor veel moslims, en wordt door soennieten wel als de vierde heilige stad van de islam beschouwd, na Mekka, Medina en Jeruzalem, en tevens als de heilige stad van de Maghreb. Er bevinden zich dan ook vele moskeeën in de stad, waaronder de grootste van Afrika: de Grote moskee van Kairouan. Lange tijd mochten niet-moslims de stad niet betreden, maar in latere tijd werd dit wel toegestaan. Moslims maken pelgrimstochten naar deze heilige stad.
Beroemd is de souk (markt) van Kairouan, in de medina die met muren is omgeven, en die toegangspoorten heeft die van ver te zien zijn. Goederen die hier verkocht worden, zijn tapijten, vazen en lederwaren. In tegenstelling tot veel andere plekken in het land, zijn de kooplieden hier niet in eerste instantie op toeristen afgestemd, maar vooral op de bevolking zelf.

## Geboren
- Georges Cravenne (1914-2009), Frans filmregisseur, reclamemaker en stichter van de Césars
- Abdeljelil Temimi (1938), geschiedkundige
- Habiba Ghribi (1984), atlete en olympisch kampioene

## Trivia
- De Tunesische wali Sidi Mahrez (951-1022) studeerde in Kairouan.

## Galerij

Kairouan
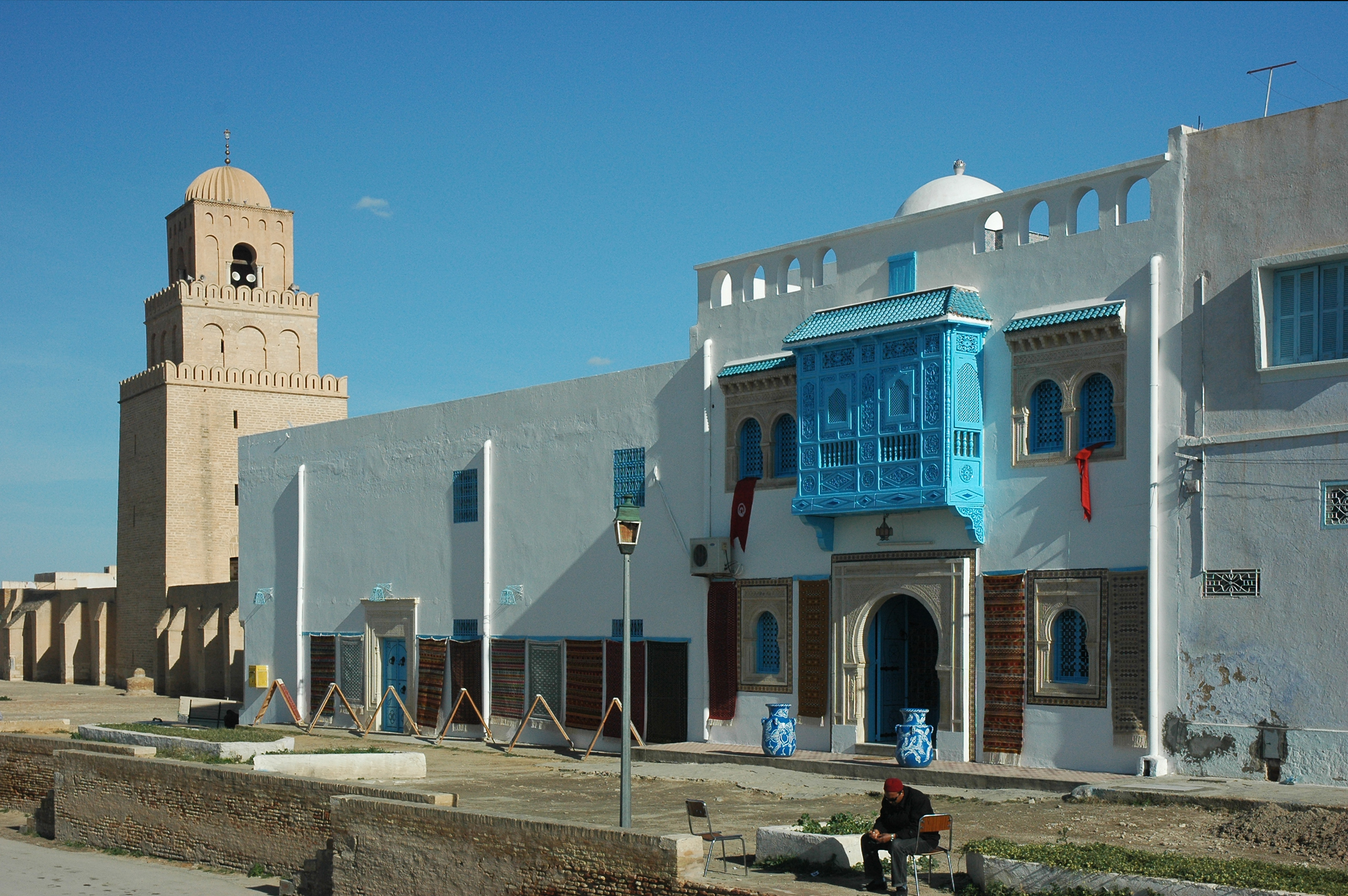
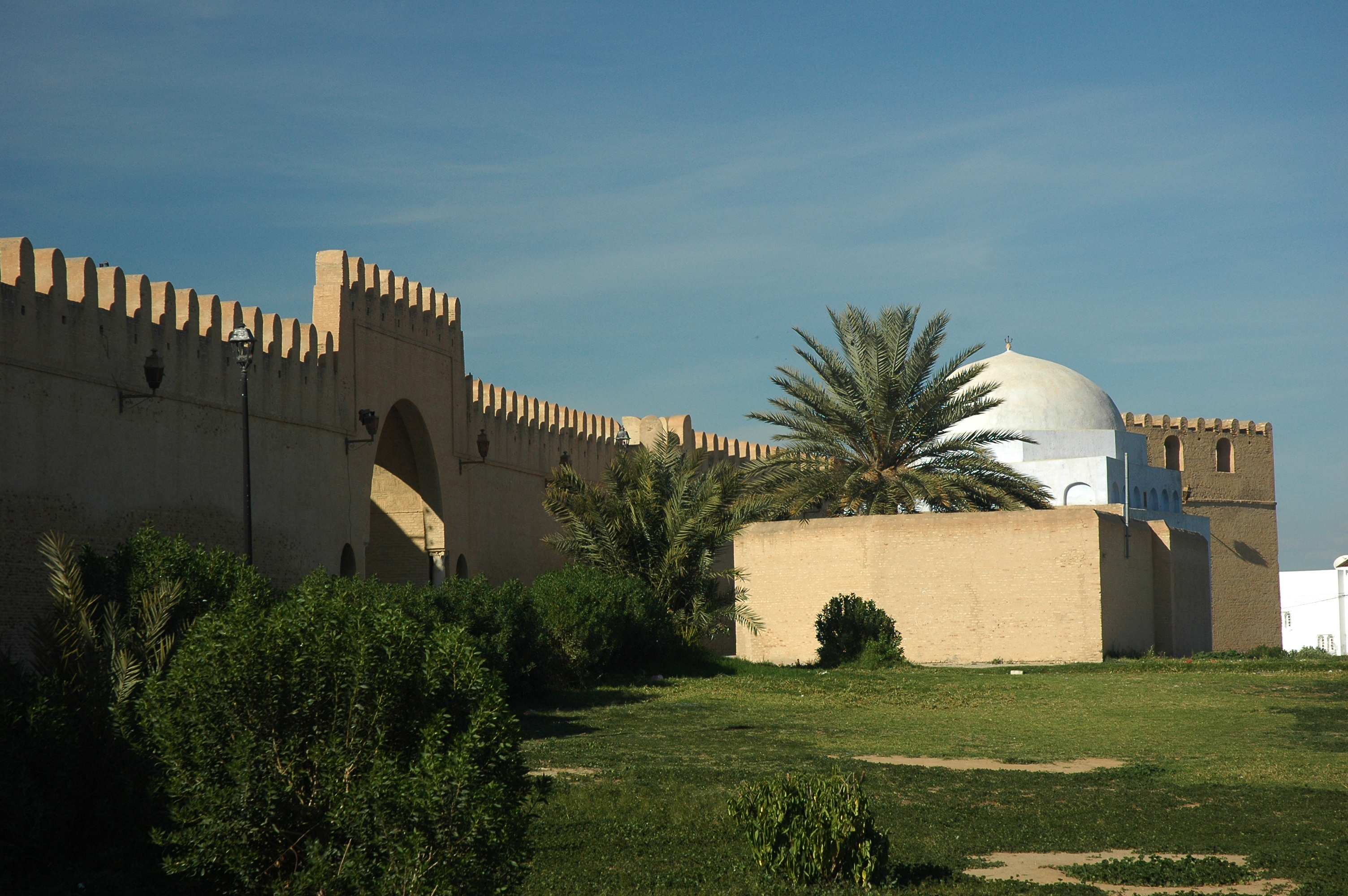
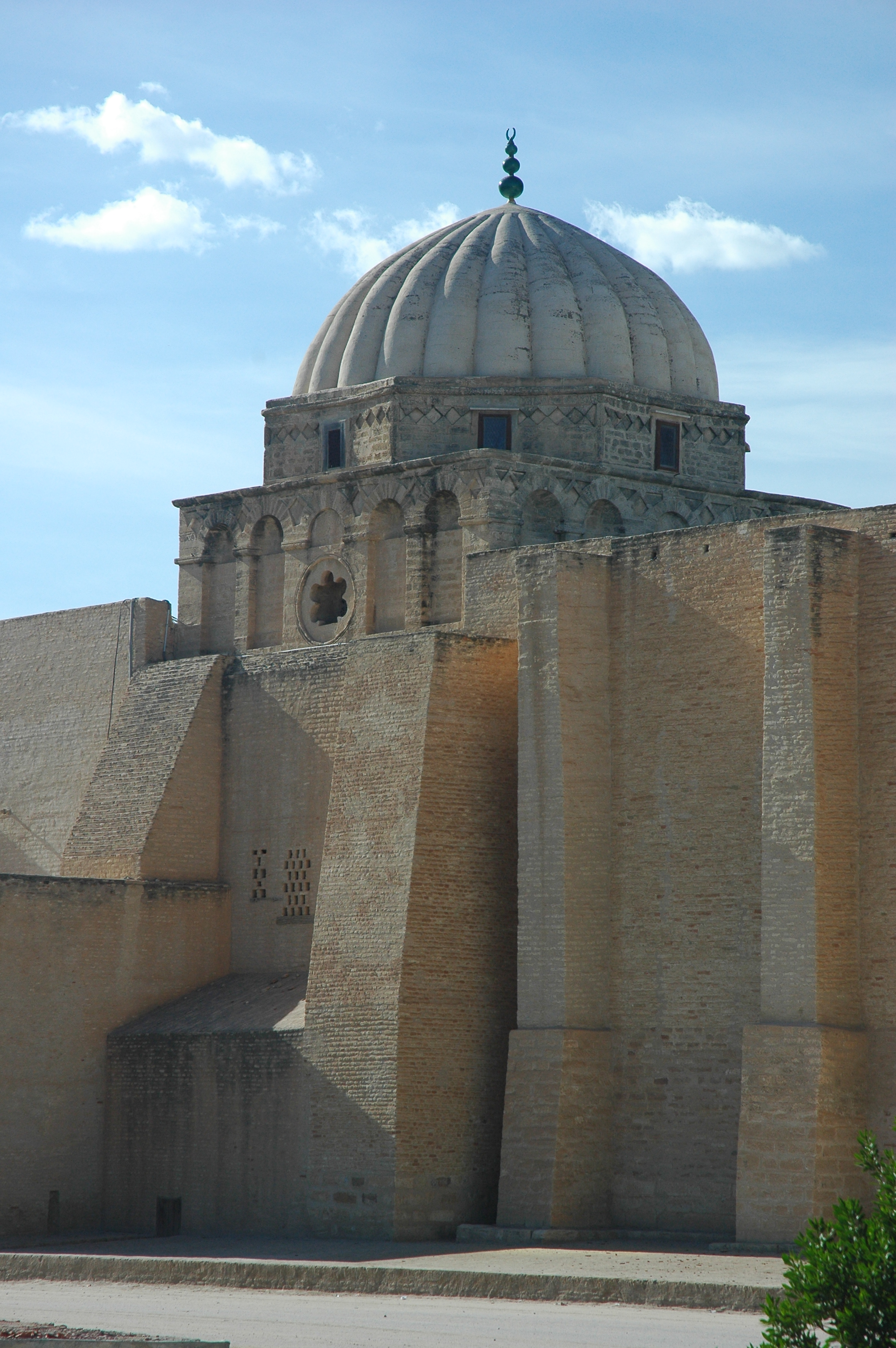

Carthago · Amfitheater van El Djem · Nationaal park Ichkeul · Kairouan · Punische stad Kerkuane en haar necropolis · Medina van Sousse · Dougga / Thugga · Medina van Tunis
- Biblioteca Nacional de España: XX458101
- Bibliothèque nationale de France: cb11938055p (data)
- Gemeinsame Normdatei: 4029239-3
- Library of Congress Control Number: n82164827
- MusicBrainz: 29a9890e-e14e-40e3-8a19-467413222a9c
- Nationale Bibliotheek van Tsjechië: xx0127379
- Nationale Bibliotheek van Israël: 987007552792805171
- Virtual International Authority File: 266992672